# 古い金貨と古い鎧

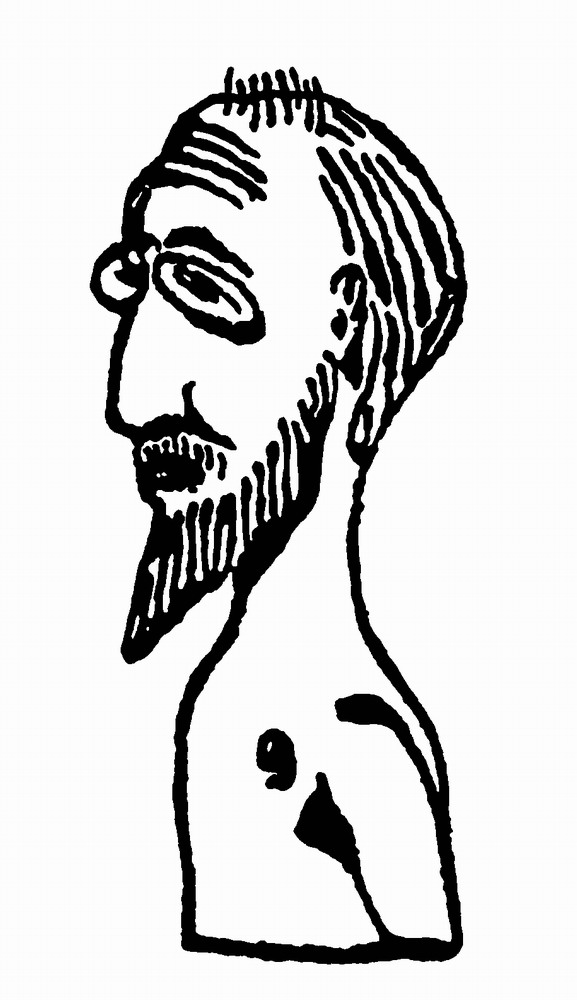
1913年のエリック・サティ

『古い金貨と古い鎧』（ふるいきんかとふるいよろい、フランス語: Vieux Sequins et Vieilles Cuirasses）は、エリック・サティによるピアノ独奏曲で、1913年8月9日から9月17日にかけて作曲された。

## 構成
曲の構成は以下の3曲からなる。
- 第1曲：「金を扱う商人の家で：13世紀のヴェニス」（Chez le Marchand d'or）
- 第2曲：「鎧の踊り：ギリシャ時代」（Danse cuirassée ）
- 第3曲：「キムブリ族の敗退：悪夢」（La défaite des Cimbres）

各曲の曲中にはコメントがフランス語で散りばめられている。第3曲の最後には、「シャルル10世の戴冠式（267回繰り返し）」と書かれており、840回も繰り返しをするという作品「嫌がらせ(ヴェクサシオン)」で見られた無茶な繰り返しをここでも指示し、長ったらしい戴冠式の退屈さを表現しようとしたとされている。小節線はないが、繰り返し箇所は8分の12拍子が2小節分に該当し、“Grandiose”と書かれているため、かなりゆっくりと演奏されるべきであるが、1回分を約10秒と想定しても、この試算でいくと、繰り返しの結尾部だけで2670秒かかることになり、すなわち44分30秒に該当する。戴冠式にしては、50分前後で終わるなら短いかもしれないが、奇人サティの一面を示すのに度々持ち出される作品のひとつである。